# Йозефстальська волость
Йозефста́льська (Іозефстальська) волость — адміністративно-територіальна одиниця Новомосковського повіту Катеринославської губернії.
1886 року волость включала в себе німецькі колонії нижньої течії річки Самари.
У складі було 4 поселення, 4 сільські громади. Населення 2001 особа (1055 чоловічої статі та 1046 — жіночої), 239 дворових господарств.
Найбільші поселення волості (1886):
- Йозефсталь (Довге) — німецька лютеранська колонія, над річкою Самара і протокою Кримка, 1095 осіб, 1 лютеранська кірха
- Рибальське — німецька лютеранська колонія, при річці Самара, 506 осіб, молитовний будинок
- Біллерфельд — німецька меннонітська колонія, при річці Татарка, 379 осіб, молитовний будинок
- Кронсгартен — німецька колонія, при річках Самара та Кільчень, 121 особа, молитовний будинок

|                     | Площа, десятин | У тому числі орної, десятин |
| ------------------- | -------------- | --------------------------- |
| Сільських громад    | 5452           | 1682                        |
| Приватної власності | —              | —                           |
| Іншої власності     | 151            | 20                          |
| Загалом             | 5603           | 1702                        |

7 (20) листопада 1917 року, відповідно до Третього Універсалу Української Центральної Ради, увійшла до складу Української Народної Республіки.  